# Nerio II Acciaiuoli
Pour les articles homonymes, voir Nerio (homonymie).
Nerio II Acciaiuoli (mort  en 1451) est duc d'Athènes de 1435 à 1439 et de 1441 à 1451.   

## Biographie
Fils de Franco Acciaiuoli, seigneur de Sycaminon mort en 1420, il est adopté comme héritier par son cousin Antonio Ier Acciaiuoli et devient duc d'Athènes après sa mort en 1435. Faible et efféminé, après quatre années de règne il laisse son frère Antonio II Acciaiuoli usurper le pouvoir.
Après la mort de son frère, Nerio II revient à la tête du duché qu'il gouverne jusqu'à son propre décès en 1451. Pour l'emporter, Nerio II avait dû obtenir l'aide des Ottomans qui exerçaient désormais un véritable protectorat sur le duché. 
C'est sous son règne que le voyageur humaniste Cyriaque d'Ancône visite trois fois Athènes en 1436, 1444 et 1447 et donne lors de son dernier voyage une description qui peut être considérée comme la première notice archéologique sur l'Acropole.

## Union et postérité
Nerio II épouse Claire ou Chiara Giorgio (morte en 1454), fille de Niccolo Giorgio (mort en 1436), tercier de Carystos. Après la mort de Nerio II, elle prend le pouvoir avec son second époux Bartolomeo Contarini au nom de son fils mineur Francesco Ier Acciaiuoli

## Article relié
- Famille Acciaiuoli

## Sources
- René Grousset, L'Empire du Levant : Histoire de la Question d'Orient, Paris, Payot, coll. « Bibliothèque historique », 1949 (réimpr. 1979), 648 p. (ISBN 978-2-228-12530-7)
- Jean Longnon L’Empire Latin de Constantinople et la Principauté de Morée Payot Paris 1949.